# باور رينجرز
حراس القوة (بالإنجليزية: Power Rangers)‏ هو مسلسل أمريكي ترفيهي ترويجي مميز وطويل للغاية، يتمحور المسلسل حول مسلسل أطفال حي حركي (أكشن) يضم فريقاً من الأبطال. أنتج لأول مرة من قبل سابان للترفيه، ولاحقا من قبل بفس للترفيه وحالياً من قبل إس سي جي حراس القوة إل إل سي، معظم لقطات المسلسل التلفزيوني أخذ من الأوفا اليابانية سوبر سينتاي التي تنتجها شركة توي. أول برنامج من هذه السلسلة هو مورفن العظيم: حراس القوة، عرض لأول مرة في 28 أغسطس 1993, وساعد في تشغيل برامج فوكس للأطفال التلفزيونية في أعقاب منع 1990, تم خلالها رمي البرنامج في الثقافة الشعبية جنباً إلى جنب مع الشخصيات الحركية والألعاب الأخرى من بانداي.

## المواسم
- حراس الطاقة : النينجا الفولاذية
- Power Rangers: Ninja steel
- حراس الطاقة : انقضاض الديناصورات

Power Rangers: Dino chager
- حراس الطاقة: سوبر ميجا فورس

power ranger super mega force
- حراس الطاقة:ميجا فورس

Power Rangers mega force
- حراس الطاقة قوة السموراي

Power Rangers Power of samurai